# مهار فیزیکی آفت
بازداری فیزیکی آفت‌ها (به انگلیسی: Physical Pest Control) روشی است که در آن از خواص فیزیکی محیطی مثل آفتاب یا ادوات علیه آفت استفاده می‌شود.

## کاربرد سرما
اکثر حشرات در ۰–۱۰ درجه غیرفعال یا از بین می‌روند (به استثنای لمبه گندم(Trogoderma granarium)که تا۱۰-درجه سانتی گراد زنده می‌ماند)

## کاربرد حرارت
اکثر آفات در ۵۵–۶۰ درجه از بین می‌روند، مانند شعله افکن برای علف‌های هزر

## کاربرد نور
- تله نوری

## کاربرد امواج رادیویی و تشعشات
امواج رادیویی با فرکانس زیاد (۲۴۵۰ مگاسیکل) در گندم حرارتی معادل ۷۵–۸۵ تولید می‌کند.

## استریلیزاسیون خاک با استفاده از گرما
در این شیوه از خواص فیزیکی نظیر انرژی حرارتی، نور و امواج صوتی و تابشی اقدام به کنترل آفات می‌شود.

## سایر روش‌ها
عمده‌ترین روش‌های مورد استفاده در حال حاضر عبارتند از سرما که به صورت یخ آب زمستانه در سطح گسترده توصیه می‌شود؛ گرما یا حرارت زیاد که اغلب در مورد آفات انباری کاربرد دارد؛ نور که با خاصیت فتوتروپیستم مثبت حشرات اقدام به جمع‌آوری آنها تحت تله‌های نوری می‌کند. امواج رادیوئی با فرکانس‌های بسیار بالا که در مورد آفات انباری و بهداشتی توصیه می‌شود؛ پرتوهای یون‌ساز با هدف عقیم‌سازی افراد نر در جمعیت حشرات که در شرایط انباری با کارایی بسیار بالا کاربرد دارد. روش‌های مبارزه فیزیکی علی‌رغم عدم تکیه بر مواد شیمیایی مصنوعی به دلیل برخی محدودیت‌ها در قالب کشاورزی زیستی در تمام موارد قابل توصیه نمی‌باشد. در این سامانه سرما به دلیل خونسرد بودن حشرات در اغلب موارد روشی چندان قابل اعتماد نمی‌باشد. تولید محصول سالم تحت کشاورزی زیستی با استفاده از پرتوهای یون‌ساز و امواج رادیوئی تناقض دارد و دقیقاً با استانداردهای زیستی مخالف است؛ لذا از میان کلیه روش‌های فیزیکی تنها استفاده از گرما به صورت کاربرد آفتاب‌دهی و تولید تله‌های نوری با هدف جمع‌آوری حشرات تنها روش‌های قابل توصیه هستند.